# شفيرته
شورته (بالألمانية: Schwerte) هي بلدة ألمانية تقع في ألمانيا في أونا (ألمانيا). يقدر عدد سكانها بـ 48,737 نسمة .

## المدن التوأمة
مدن نوفي سونتس، ألواجن (باد كاليه)، بيثون (باد كاليه)، كافا دي تيريني، هيستنغس، برواي لا بويسير، Leppävirta، بياتيغورسك، فيولاينيس وملتن كينز هي مدن توأمة لـشورته.

## أعلام
- راينهارت فابيش
- فولفغانغ بيترز
- فيوليتا أوبلينجر بيترز
- إينا وايلد
- روزماري تروكل